# Cleistesiopsis
Cleistesiopsis là một chi thực vật có hoa trong họ Lan.